# 파평 교하 물푸레나무
파주 교하 물푸레나무(坡州 交河 물푸레나무)는 대한민국 경기도 파주시 교하면 다율리에 있는 물푸레나무이다. 2002년 9월 16일 경기도의 기념물 제183호로 지정되었다.

## 개요
교하 다율동 물푸레나무는 이 마을의 수호목으로 농사철이면 나무 밑 그늘에서 휴식을 하던 장소로 이용해 왔다. 2000년도 조사에서 약 100년령의 튼튼한 물푸레나무로 밝혀졌으며 당시 택지개발지구에 포함되어 사라질 위기에 처했으나 물푸레나무의 보존에 대한 논란이 제기돼 지난 2002년 9월 16일 경기도기념 물 제183호로 지정되어 그 자리에 그대로 보존될 수 있게 되었다.
교하 물푸레나무는 나무의 높이가 약 11m, 둘레 2.73m이며 수관폭은 동 5.7m, 서 8.6m, 남 7.7m, 북 6.8m이다. 전체적으로 수형이 매우 아름답고 건강한 생장 상태를 보이고 있으며 주변에 어린 물푸레나무가 집단적으로 자생하고 있어 이곳이 물푸레나무의 생장에 적합한 토양과 수분을 함유하고 있는 지역으로 판단되고 있다.
이 곳 물푸레나무는 적성면 무건리의 천연기념물인 물푸레나무에 비해 수령은 적으나 수세 및 생장 상태가 훨씬 양호해 파주 지역의 고유성과 함께 대표성을 가질 수 있는 노거수로서의 상징적 의미를 지나고 있다.

## 같이 보기
- 물푸레나무

## 참고 문헌
- 파주교하물푸레나무 - 국가유산청 국가유산포털